# Waterkwartier (Nijmegen)

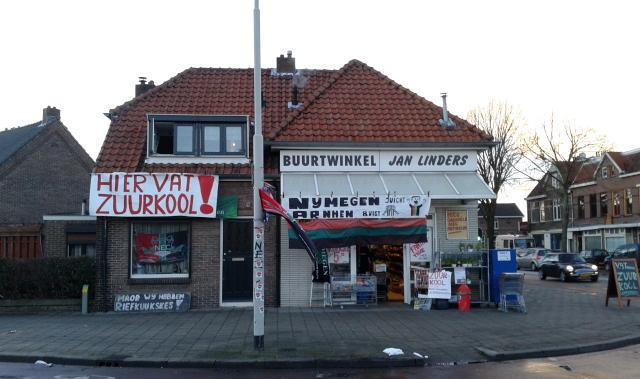
Buurtwinkel "Jan Linders" in het Waterkwartier

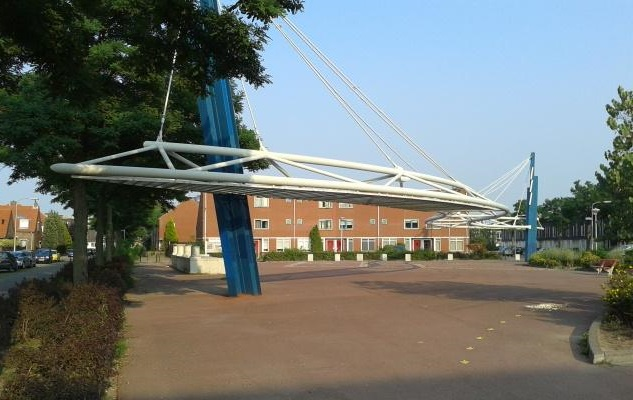
Maasplein

Het Waterkwartier is een buurt in Nijmegen. Deze buurt ligt voor het grootste deel in de wijk Biezen. Een kleine uitloper van het Waterkwartier ligt in de wijk Hees. Het Waterkwartier wordt begrensd door de Spoorlijn Arnhem-Nijmegen, Marialaan, Voorstadslaan, Schependomlaan, de Oscar Carréstraat, de Rivierstraat en de rivier de Waal. Het gaat hier om een flinke buurt met vooral kleine, vooroorlogse of direct naoorlogse corporatiewoningen, met relatief lage huren.

## Geschiedenis
Hoewel het geen wijk is in de officiële zin van het woord wordt het Waterkwartier beschouwd als de oudste stadswijk van Nijmegen. Er was al sprake van een ‘wijk’ nog voordat de Romeinse legioenen hier arriveerden. De belangrijkste straat van het Waterkwartier, de Waterstraat, lag er al honderden jaren voor Christus. Voor een deel valt de wijk zelfs samen met de "oudste versie" van Nijmegen: het Romeins-Bataafse Ulpia Noviomagus Batavorum.
Op het huidige Maasplein stonden twee forse tempels. De stad had een eigen badhuis (op het huidige terrein van het Honigcomplex), en resten van de stadsmuren en –grachten zijn teruggevonden aan onder meer de Bronsgeeststraat en de Biezenstraat. Nog geen tweehonderd jaar na de stichting werd de stad alweer verlaten vanwege de hoge waterstand en de Germaanse invallen van rond 250 na Christus. De bevolking verschanste zich op het hooggelegen Valkhof. Voor de versterkingen daar werd gebruikgemaakt van slooppuin uit het Waterkwartier.
Vervolgens wordt het eeuwenlang stil in het Waterkwartier. Er was wat extensieve veeteelt in de moerassige gebieden van de Winseling (een zijriviertje van de Waal), en er stond hier en daar een boerderij. Pas in de zestiende en zeventiende eeuw was er weer sprake van bedrijvigheid in het gebied, toen de vestingwerken van de stad Nijmegen werden uitgebreid tot het gebied rond de stad: alles werd gesloopt en platgeschoven om de stadskanonnen een vrij schootsveld op de vijand te geven. Het huidige Waterkwartier behoort dan tot het ‘glacis’ (vrije veld) van de vesting. In de loop van de eeuwen daarop werden de vestingwerken steeds uitgebreid, in de laatste fase zelfs met het fort Krayenhoff aan de huidige Weurtseweg. Pas na de jaren tachtig van de negentiende eeuw begon Nijmegen zijn functie als vestingstad te verliezen. De stadsmuren werden gesloopt, en glacis en fort deden geen enkele dienst meer.
Rond 1911 werden de eerste woonhuizen in de buurt gebouwd aan de Weurtseweg. Ze waren vooral bedoeld om de overvolle, vervuilde en doodzieke benedenstad verlichting te geven. Bovendien lagen er al de nodige industrieën aan de Waal, en het leek handig om ‘het werkvolk’ daarbij in de buurt te vestigen. In de jaren vlak voor en na de Tweede Wereldoorlog kreeg het Waterkwartier in grote lijnen zijn huidige vorm. Van na de Tweede Wereldoorlog dateren buurten als de omgeving van de Luntersebeekstraat. Sloopplannen werden in de jaren tachtig verijdeld door bewonersacties. Dat resulteerde onder meer in nieuwbouw in de buurt op plekken waar dan kan zonder (al te veel) te slopen, zoals op de plek van de Theresiakerk aan de Waterstraat en het oude klooster aan de Biezenstraat.